# Blastus mollissimus
Blastus mollissimus är en tvåhjärtbladig växtart som beskrevs av Hui Lin Li. Blastus mollissimus ingår i släktet Blastus och familjen Melastomataceae. Inga underarter finns listade i Catalogue of Life.